# Metavanmeersscheïta
La metavandendriesscheïta és un mineral de la classe dels òxids. Anomenada així per la seva semblança amb la vandenriesscheïta i per contenir menys molècules d'aigua.

## Classificació
Segons la classificació de Nickel-Strunz, la metavandendriesscheïta pertany a «08.EC: Uranil fosfats i arsenats, amb relació UO₂:RO₄ = 3:2» juntament amb els següents minerals: françoisita-(Nd), phuralumita, upalita, françoisita-(Ce), dewindtita, kivuïta, fosfuranilita, yingjiangita, arsenuranilita, hügelita, dumontita, vanmeersscheïta, arsenovanmeersscheïta, althupita, mundita, phurcalita i bergenita.

## Característiques
La metavandendriesscheïta és un òxid de fórmula química PbU₇O22·nH₂O n < 12. Cristal·litza en el sistema ortoròmbic. La seva duresa a l'escala de Mohs és 3.

## Formació i jaciments
Es forma a la zona de la gummita en dipòsits d'urani. Ha estat descrita només a la seva localitat tipus: mina Shinkolobwe (Mina Kasolo), Katanga, República Democràtica del Congo; i a Carolina del Nord, EUA.